# 莘荘駅
莘荘駅（しんしょう-えき）は、中華人民共和国上海市閔行区莘荘鎮にある、中国国家鉄路集団（CR）と上海地下鉄 (上海軌道交通)の駅。

## 駅構造

### 上海軌道交通

#### のりば
| 番線 | 路線    | 行先                             |
| ---- | ------- | -------------------------------- |
| 1    | ■ 1号線 | 降車ホーム                       |
| 2    | ■ 1号線 | 上海南站・上海火車站・富錦路方面 |
| 3    | ■ 5号線 | 降車ホーム                       |
| 4    | ■ 5号線 | 奉賢新城・閔行開発区方面         |

## 交通
バスは173（元·莘江線）、166、704B、700、712、725、747、756、759、763、閔行1路、徐閔線、816、125（元·松莘線B線）、閔行20路（元·魯莘線）、189（元·莘紀線）、莘荷線、莘春線、閔莘線、莘金専線、莘楓専線、莘海線、莘南専線、莘廊専線、莘車線で乗れる。

## 隣の駅
上海軌道交通
■1号線
莘荘駅 - 外環路駅
■5号線
莘荘駅 - 春申路駅